# Тодор Балабанов
Тодор Иванов Балабанов е търговец, член-основател на революционен комитет и дарител.

## Биография
Роден е във Враца през 1852 г., търговец на кожи, копринени пашкули, прежда от точена свила и други манифактурни стоки. Член-основател е на местния революционен комитет.
След Освобождението става инициатор и дългогодишен председател на Съюза на българските индустриалци. Изпратен е от баща си Иван Балабанов да чиракува при Янаки Чохаджиев. Със спечелените пари откупува от общината правото да събира данъци и така натрупва необходимите средства, за да се захване със самостоятелна търговска дейност. Установява монопол върху износа на кожи и коприна в Марсилия, Милано, Цариград и Малта. През 1884 г. открива своя кантора във Враца и е агент на БНБ в града. Той е читалищен деец, благодарение на който е построена първата сграда на читалището.
През 1890 г. Тодор Балабанов се преселва в София и построява жп линията Перник – Радомир и един от символите на столицата – Лъвов мост. Открива спиртоварна в Мездра, по-късно превърната в текстилна фабрика, управлявана и от сина му Иван Балабанов.
Предоставя парцел в центъра на София за построяване на църква, подпомага и изграждането на храма при духовната семинария, както и на църквата в Мездра и църквата „Свети Царей“ във Враца, дарява средства и на училищата в родния си град. През 1902 г. откупува правото за експлоатация на горите на Рилския манастир и построява дъскорезница в с. Бараково и  дековилна жп линия от манастира до Кочериново. През 1920 – 1921 г. децата и съпругата на Тодор Балабанов даряват имота си в центъра на Враца. Той умира през 1912 г.